# Gülermak

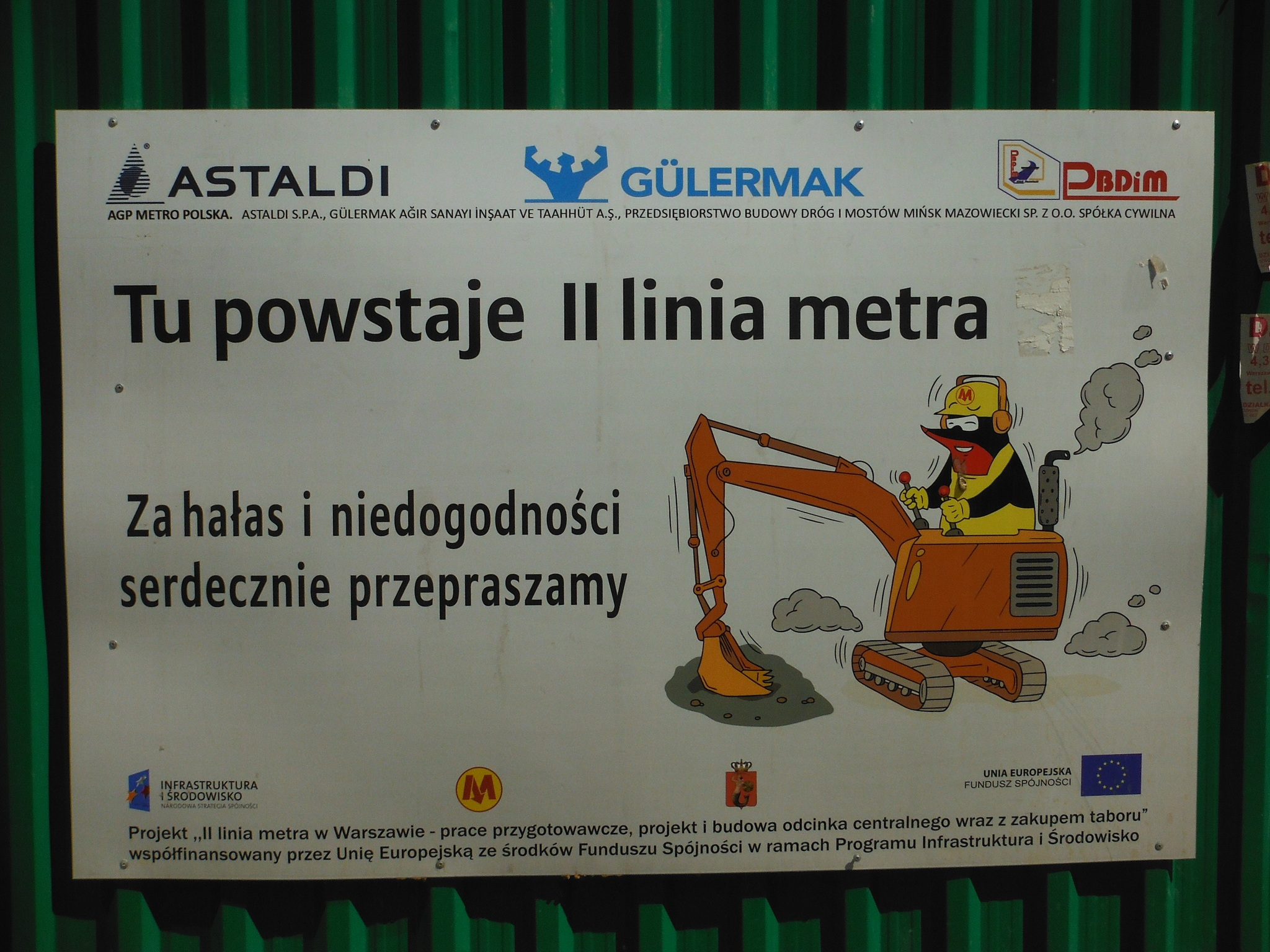
Gülermak pracował przy rozbudowie warszawskiego metra

Gülermak Ağır Sanayi İnşaat ve Taahhüt A Ş. (w skrócie Gülermak; ang. Gülermak Heavy Industry Construction and Contract) – tureckie przedsiębiorstwo budowlane, działające w szczególności w dziedzinie transportu kolejowego, założone w 1958 r. Gülermak był zaangażowany w budowę ponad 175 km podziemnych tuneli i 80 stacji metra.
Gülermak pracował na centralnym odcinku II linii metra w Warszawie z Astaldi i PBDiM Mińsk Mazowiecki), ukończony w 2015 roku. Gülermak realizuje projekty budowlane na arenie międzynarodowej, zwłaszcza w transporcie kolejowym, np. w Indiach, Szwecji, Polsce, Turcji czy Zjednoczonych Emiratach Arabskich. Gülermak był zaangażowany w takie projekty budowlane jak:
- AGP Metro Polska
- Chrzanów (stacja metra)
- Karolin (stacja metra)
- Księcia Janusza (stacja metra)
- Lazurowa (stacja metra)
- Linia M2 metra w Warszawie
- Młynów (stacja metra)
- Płocka (stacja metra)
- Politechnika (stacja metra)
- Tramwaje w İzmicie